# Anea García
Anea García Dos Santos (Cranston, Estados Unidos; 21 de noviembre de 1994) es una modelo profesional y reina de belleza estadounidense de ascendencia dominicana. Anea fue Miss Rhode Island USA y segunda finalista del Miss USA 2015, además de obtener el título de Miss Grand Internacional 2015, en representación de la República Dominicana.

## Trayectoria como modelo

### Miss USA 2015
Anea representó al estado de Rhode Island en el Miss USA 2015 donde compitió con otras 50 candidatas representantes de los distintas estados del país. Al final del evento se posiciona como segunda finalista del certamen que fue ganado por Olivia Jordan de Oklahoma.

### Miss Grand Internacional 2015
Anea, fue designada por la organización nacional dominicana poseedora de la franquicia para representar a la República Dominicana en el Miss Grand Internacional 2015; esto a pesar de que García es estadounidense, también posee nacionalidad dominicana. Anea participó con más de 70 representantes de distintos países y territorios autónomos, al final del evento fue coronada de manos de su antecesora Lees García, convirtiéndose en el primer título del país caribeño para tal certamen. El certamen de belleza internacional se llevó a cabo en Bangkok, Tailandia.

#### Renuncia
El 24 de marzo de 2016, a seis meses de su coronación, García renuncia al título internacional al justificar que no puede cumplir las obligaciones que el título amerita. Por ende, la australiana Claire Parker, primera finalista del certamen asumió el título posteriormente.